# Sallgast
Sallgast är en kommun och ort i östra Tyskland, belägen i Landkreis Elbe-Elster i förbundslandet Brandenburg, 52 km sydväst om Cottbus. Den 31 december 1997 gick Sallgast samman med tidigare kommunen Dollenchen och den 26 oktober 2003 gick Göllnitz upp i kommunen. Kommunen administreras som en del av kommunalförbundet Amt Kleine Elster (Niederlausitz), vars säte ligger i grannkommunen Massen-Niederlausitz.
Orten är huvudsakligen känd för sitt slott, Schloss Sallgast.
Genom kommunen löper den nord-sydliga förbundsvägen Bundesstrasse 96. Orten har via motorvägen A13, som passerar 6 km öster om orten, goda vägförbindelser med Berlin och Dresden.